# (38854) 2000 SY71
2000 SY71 (asteroide 38854) é um asteroide da cintura principal. Possui uma excentricidade de 0.19209850 e uma inclinação de 3.42211º.
Este asteroide foi descoberto no dia 24 de setembro de 2000 por LINEAR em Socorro.